# Riein
Riein foi uma comuna da Suíça, no Cantão Grisões, com cerca de 70 habitantes. Estendia-se por uma área de 15,82 km², de densidade populacional de 4 hab/km². Confinava com as seguintes comunas: Castrisch, Duvin, Pitasch, Safien, Sevgein, Tenna, Valendas.
A língua oficial nesta comuna era o Romanche.

## História
Em 1 de janeiro de 2009, passou a formar parte da nova comuna de Ilanz/Glion.